# Diplusodon capitatus
Diplusodon capitatus là một loài thực vật có hoa trong họ Lythraceae. Loài này được (A.St.-Hil.) Koehne mô tả khoa học đầu tiên năm 1877.